# Organização profissional dos transportes de Île-de-France
Optile (Organisation Professionnelle des Transports d'Île-de-France, ou Organização profissional dos transportes de Île-de-France) é uma organização de transporte público, criada em Outubro de 2000 a partir da fusão entre a Associação Profissional dos transportadores rodoviários (APTR) e a Associação para o Desenvolvimento e Melhoria dos Transportes na Região Ile-de-France (ADATRIF), e agrupa todas as empresas privadas de transporte rodoviário que operam regularmente nos subúrbios de Paris, e registados no Plano de transporte de Île-de-France (mais de 90 empresas em 2005).
Ela regula as rotas de transportes rodoviários, e actua sob a autoridade do STIF.
Enquanto a rede de transporte rodoviário da  RATP abrange Paris e seus subúrbios próximos, as empresas da rede Optile percorram principalmente os subúrbios.

## História
A Optile (Organisation Professionnelle des Transports d'Île-de-France, ou Organização profissional dos transportes de Île-de-France) foi criada em Outubro de 2000 a partir da fusão entre a Associação Profissional dos transportadores rodoviários (APTR) e a Associação para o Desenvolvimento e Melhoria dos Transportes na Região Ile-de-France (ADATRIF).

## Aderentes
Lista (não exaustiva) dos transportadores Optile :
- Société des Autocars de Marne la Vallée (AMV) et Europe Autocars (2 aderentes) : 28 linhas de bus (réseau Pep's) desservant Lagny-sur-Marne e os municípios próximos do departamento de Seine-et-Marne ;
- Société des Transports du Bassin Chellois (STBC) que gere a réseau APOLO7 composto por 5 linhas de bus abrangendo Chelles e as cidades de Brou-sur-Chantereine, Claye-Souilly, Courtry, Le Pin, Vaires-sur-Marne e Villevaudé ;
- Athis Cars : linhas de autocarros abrangendo 22 municípios dos departamentos de Essonne e de Val-de-Marne ; linhas N131 e N132 ;
- Autocars Darche-Gros : 27 linhas a leste de Paris, abrangendo uma zona incluindo Marne-la-Vallée, Meaux, La Ferté-Gaucher, Melun ;
- Cars Lacroix : 31 linhas cobrindo o departamento de Val-d'Oise ;
- Cars rouges : circuito turístico em Paris ;
- Compagnie des Transports Collectifs de l'Ouest Parisien (CTCOP) :  3 linhas a partir do terminal rodoviário de La Défense ;
- Les cars Hourtoule : 20 linhas no oeste de Paris, abrangendo uma zona incluindo Mantes-la-Jolie, Poissy, Saint-Quentin-en-Yvelines, Versailles ;
- Marne et Morin : lignes abrangendo uma zona compreendida entre os departamentos de Aisne, de Oise e de Seine-et-Marne ;
- Veolia Transport : Ecquevilly, Houdan, Rambouillet, Seine-Saint-Denis ;
- Transports Daniel Meyer : 28 lignes abrangendo numerosos municípios a sul de Paris (sobretudo dentro dos departamentos de Essonne e de Val-de-Marne).

## Números (2005)
- 1 070 linhas regulares
- 1 100 das 1,300 municípios abrangidos
- 24 000 paragens
- 4 600 maquinistas
- 250 milhões de viagens por ano

## Tarifas
Quase toda a rede Optile está aprovada « Carte orange », e aceita o « ticket t+ ».